# Pantiteísmo
Pantiteísmo é designação dada a uma corrente filosófica e doutrinária, derivada do krausismo, que reconhece a presença de Deus em todos os lugares e em tudo. Como doutrina, foi proposto inicialmente pelo filósofo português Cunha Seixas, sendo de seguida adoptado por diversos pensadores ibéricos.